# Marci Bowers
Marci L. Bowers (nascida Mark Bowers em 18 de janeiro de 1958) é uma ginecologista e cirurgiã transexual norte-americana em Trinidad, Colorado. Desde julho de 2003 ela tem se dedicado a fazer vaginoplastias no mesmo consultório que era do Dr. Biber, em Trinidad.

## Carreira
Marci também é transexual. Ela se submeteu a sua transição entre 1996 e 1998, quando tinha aproximadamente 40 anos. Muitos de seus pacientes transexuais dizem que a escolheram pelo fato de ela também ter um semelhante histórico de vida, mas muitos também apreciam o fato de ela também ser ginecologista. Marci rotineiramente faz partos e executa outros trabalhos ginecológicos, inclusive cirurgias estéticas e reparadoras. Ela iniciou sua carreira em Seattle, numa instituição médica denominada PolyClinic. Graduou-se na Faculdade de Medicina da Universidade de Minnesota em 1986, onde foi presidente de classe e do diretório dos estudantes. Em 1986, ela começou a exercer sua profissão ainda em Seattle.
Desde 2003, entretanto, mudou-se profissionalmente para Trinidad, Colorado, quando viu que lá havia carência dos serviços que ela prestava, assim como para preencher uma lacuna no nicho antes ocupado pelo Dr. Biber, conceituado médico americano de Cirurgias de Redesignação Sexual, que se aposentou nessa época.
Em 2003, Marci Bowers figurou na lista dos "Melhores Médicos Norte-Americanos" em uma eleição do Conselho de Pesquisa Americano.
Em 2004, ela fez uma aparição no episódio do programa CSI: Investigação Criminal, cujo título foi "M-m-mudanças” (Ch-ch-changes, em inglês), focado em casos de transexualidade. Também serviu de consultora para o episódio, que contou com a participação de outras transexuais, como a atriz Calpernia Addams.